# Élia Capitolina

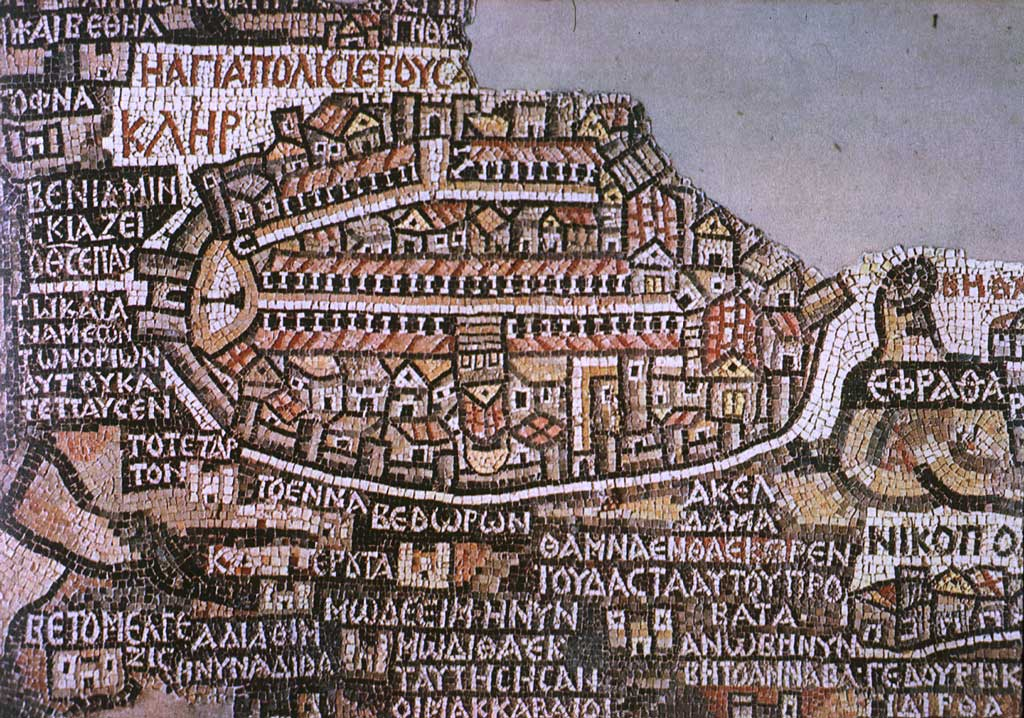
Élia Capitolina, Mosaico do século VI em que se aprecia o Cardo Máximo, a rua principal que começava na porta norte (atual porta de Damasco) e atravessava a cidade até o sul

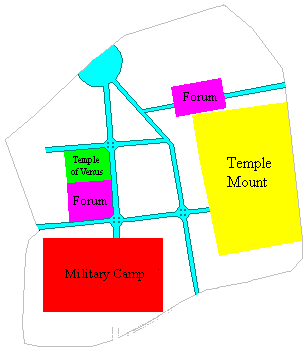
Desenho de Élia Capitolina por volta de 135

Élia Capitolina ou Colônia Élia Capitolina (em latim: Colonia Aelia Capitolina) era uma cidade construída pelo Imperador Adriano no ano 131 e ocupada por uma colônia romana, no sítio das ruínas de Jerusalém. 
O nome Élia vem do nomen gentile de Adriano; Capitolina, porque a nova cidade foi dedicada a Júpiter Capitolino, a quem um templo foi construído no sítio do Templo Judeu. A fundação de Élia Capitolina resultou da fracassada revolta judia de Barcoquebas; os judeus foram proibidos de entrar na nova cidade e um destacamento da Décima Legião foi designado para guardar a cidade e assegurar a proibição de acesso.
O plano urbano da cidade seguia o modelo típico romano, com grandes avenidas que se cruzavam, inclusive um Cardo Máximo (avenida principal).
A palavra latina Élia é a origem do termo árabe Ília (em árabe: إلياء; romaniz.: Iliya), usado em certa época pelos muçulmanos para designar Jerusalém.

## História da Cidade

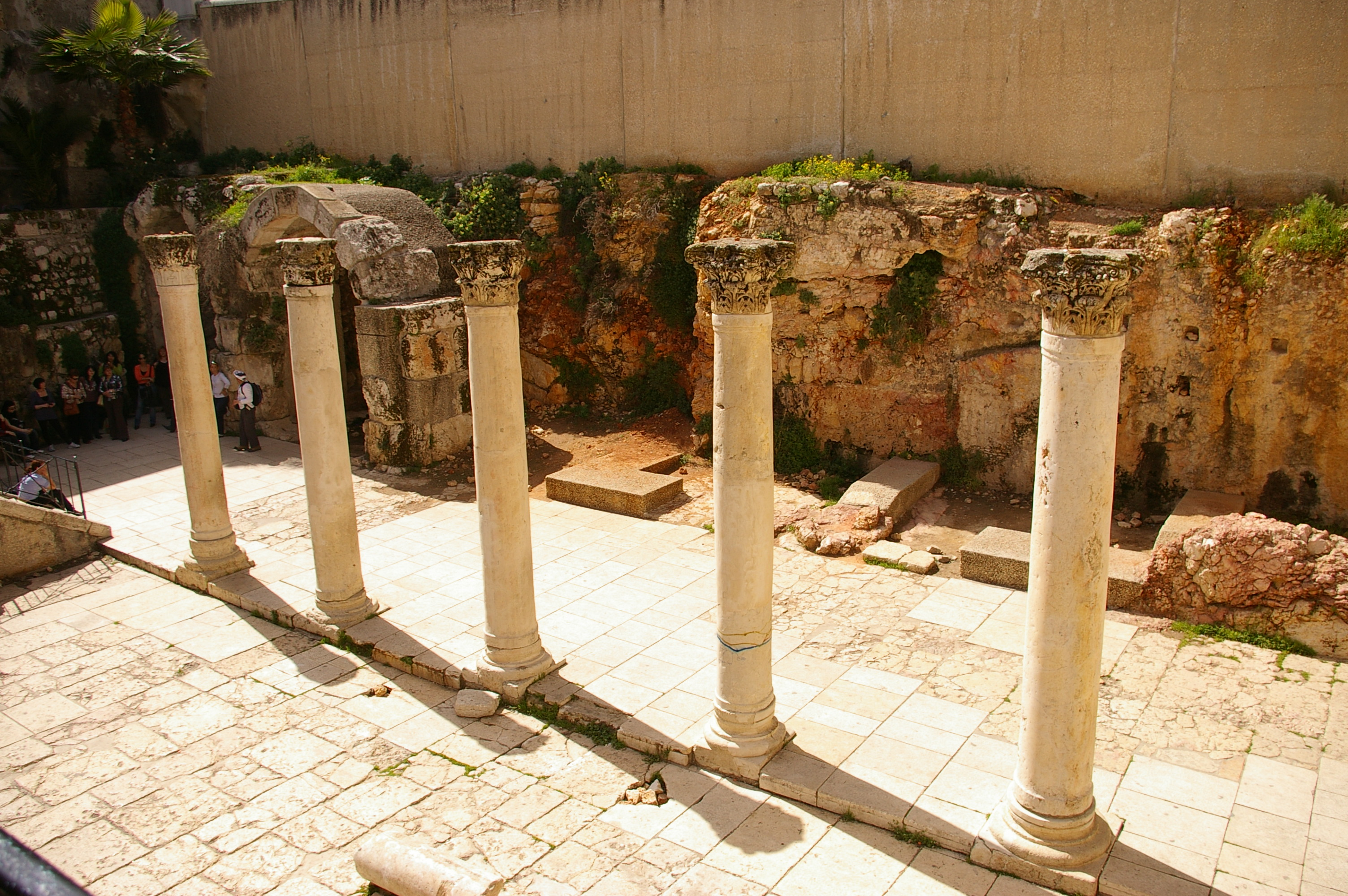
Cardo d'Aelia Capitolina (Jérusalem)

Jerusalém ainda estava em ruínas desde a primeira guerra judaico-romana em 70. Flávio Josefo, historiador contemporâneo da época, relata que "Jerusalém ... foi tão completamente arrasada por aqueles que demoliram as suas fundações, que nada foi deixado que jamais poderia convencer os visitantes de que tinha sido uma vez um lugar de habitação". Quando o imperador romano Adriano prometeu reconstruir Jerusalém a partir dos destroços da antiga em 130, ele considerou a reconstrução de Jerusalém como um presente para o povo judeu. Os judeus então aguardavam com esperança esta reconstrução da cidade, mas depois que Adriano visitou a nova cidade de Jerusalém, decidiu reconstruir a cidade como uma colônia romana que seria habitada por seus legionários. Os novos planos de Adriano incluíam também a construção de templos às principais deidades regionais e de certos deuses romanos e, em particular, Júpiter Capitolino. Em vista disso, alguns judeus secretamente começaram a planejar uma insurreição contra o imperador. Logo, uma revolta eclodiu sob Simão Barcoquebas. Esta revolta por Barcoquebas, que os romanos conseguiram suprimir logo depois, acabou fazendo com que Adriano se revoltasse contra os judeus. Por isso, ele passou a tentar enfraquecer o Judaísmo na província da Palestina. A circuncisão foi proibida, a província da Judeia foi rebatizada como Síria Palestina e judeus (formalmente todos os homens circuncidados) foram impedidos de entrar a cidade, sob pena de morte, exceto no dia da páscoa.

## Plano da Cidade
O plano urbanístico de Élia Capitolina era a de uma típica cidade romana onde as ruas principais cruzavam a malha urbana de maneira longitudinal e transversal. A malha urbana foi baseada nas habituais estradas centrais do sul (cardo) e central rota leste-oeste (decúmano). No entanto, como a principal cardo caminha até a colina ocidental, e o Monte do Templo bloqueia a rota para o oriente do decúmano máximo, foi adicionado um segundo par de estradas principais, o cardo secundário que desce até o vale do Tiropeom, e as secundárias decúmano correm apenas para o norte do Monte do Templo. A principal cardo não terminou muito além de sua junção com o decúmano, onde atingiu o acampamento da guarnição romana, mas na época bizantina, quando foi estendida sobre o antigo campo para alcançar as paredes sul da cidade.
Os dois cardos convergem perto do atual Portão de Damasco, e uma semicircular praça cobria o espaço restante; na praça um monumento colunar foi construído, daí o nome tradicional para o portão atualmente — Bab el-Amud (Portão da Coluna). Tetrápilos foram construídos e as outras junções entre as estradas principais.
Este padrão de rua tem sido preservado ao longo da história de Jerusalém até os dias atuais. O cardo ocidental atualmente é o Suq Khan ez-Zeit (Mercado Azeite Inn), o decúmano sul é tanto a Rua da Cadeia e a Suq el-Bazar (chamada de David Street por israelenses). O cardo oriental é o Al-maço (estrada Vale), e o decúmano norte é hoje a atual Via Dolorosa. A via original era ladeada por fileiras de colunas e lojas, hoje com cerca de 22 metros de largura (aproximadamente o equivalente a uma auto-estrada de seis pistas hoje em dia), mas construções se estenderam para as ruas ao longo dos séculos, e as pistas modernas em substituição da rede antiga já estão bastante estreitas. Os restos substanciais do cardo ocidental já foram expostos à vista perto da junção com a Suq el-Bazaar, e os restos de um dos tetrápilos são preservados desde o século 19 por uma capela Franciscana no cruzamento da Via Dolorosa com a Suq Khan ez-Zeit.
Como era padrão para novas cidades romanas, o imperador Adriano estabeleceu um Fórum na junção dos principais cardo e decúmano e que agora são o local do moderno Muristan no Bairro Cristão. Ao lado do Fórum, na junção do mesmo cardo, e do outro decúmano, Adriano também construiu um grande templo religioso para a deusa Vênus, que mais tarde foi demolido pelo imperador romano Constantino para a edificação da Igreja do Santo Sepulcro.